# Ulrich II. (Lavant)
Ulrich II. († 5. März 1411) war Bischof von Lavant.
Ulrich war Propst des Stiftes Virgilienberg in Friesach und wurde 1408 vom Salzburger Erzbischof Eberhard III. von Neuhaus zum Bischof von Lavant ernannt und am 11. März 1408 von Papst Alexander V. in diesem Amt bestätigt. Ulrich war päpstlicher Kollektor, seit 1409 Generalkollektor und päpstlicher Nuntius.